# 欧仁·斯克里布

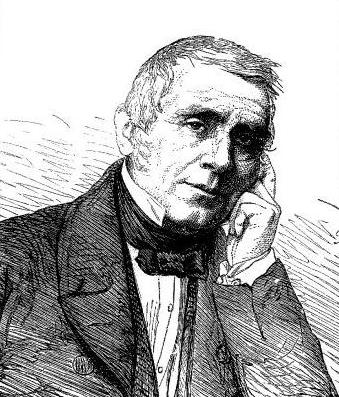
欧仁·斯克里布

欧仁·斯克里布（法語：Eugène Scribe，1791年12月24日—1861年2月20日）是一位法国歌劇劇本以及佳構劇作家。1861年2月20日，他在马车上突然因中风去世，當時他還在為別人的戲劇構思劇本。